# George Alec Effinger
George Alec Effinger (ur. 10 stycznia 1947 w Cleveland, zm. 27 kwietnia 2002 w Nowym Orleanie) – amerykański pisarz science-fiction, laureat Nagrody Hugo, Nebuli i Nagrody im. Theodore’a Sturgeona za opowiadanie Kociątko Schrödingera (Schrödinger’s Kitten 1988, Don Wollheim proponuje 1989).

## Życiorys
Był absolwentem Uniwersytetu Yale, a także Warsztatów Clarion (w 1970, jeden z pierwszych roczników). Zadebiutował w 1971 opowiadaniem The Eight-Thirty to Nine Slot, zaś pierwszą powieść What Entropy Means to Me wydał rok później (nominacja do Nebuli). Popularność przyniosła mu cyberpunkowa trylogia „Marîd Audran”: When Gravity Fails (1986, nominacja do Hugo i Nebuli, wyd. polskie Kiedy zawodzi grawitacja, Wydawnictwo Dolnośląskie, 2006), A Fire in the Sun (1989), The Exile Kiss (1991). Pisywał też scenariusze filmowe (Planeta małp) i komiksowe.
Przez prawie całe życie Effinger miał poważne problemy zdrowotne. Na skutek infekcji z dzieciństwa utracił około 70% słuchu. Ogromne rachunki za leczenie spowodowały, że musiał ogłosić upadłość, a szpitale mogły przejąć nawet prawa autorskie do jego utworów.
Był trzykrotnie żonaty.

## Publikacje

### Planeta małp
- Man the Fugitive (1974)
- Escape to Tomorrow (1975)
- Journey Into Terror  (1975)
- Lord of the Apes (1976)

### Nick of Time
- The Nick of Time (1985)
- The Bird of Time (1986)

### Marîd Audran
- Kiedy zawodzi grawitacja (When Gravity Fails, 1987) – wyd. pol. Wydawnictwo Dolnośląskie, 2006, przeł. Jarosław Włodarczyk, ISBN 978-83-7384-577-0
- A Fire in the Sun (1989)
- The Exile Kiss (1991)
- The Audran Sequence

### Inne powieści
- What Entropy Means to Me (1972)
- Relatives (1973)
- Nightmare Blue (1975) (współaut. Gardner Dozois)
- Felicia (1976)
- Those Gentle Voices: A Promethean Romance of the Spaceways (1976)
- Death in Florence (1978)
- Heroics (1979)
- The Wolves of Memory (1981)
- Shadow Money (1988)
- The Red Tape War (1990) (współaut. Mike Resnick i Jack L. Chalker)
- The Zork Chronicles (1990)
- Look Away (1990) (novella)
- Shrodinger's Kitten (1992)
- Mars: The Home Front (1996)
- Trinity: Hope Sacrifice Unity
- The League of Dragons: A Castle Falkenstein Novel (1998)
- The Bird of Time (2004)

### Zbiory opowiadań
- Mixed Feelings (1974)
- Irrational Numbers (1976)
- Dirty Tricks (1978)
- Idle Pleasures (1983)
- Author’s Choice Monthly Issue 1: The Old Funny Stuff (1989)
- Maureen Birnbaum, Barbarian Swordsperson (1993)
- Budayeen Nights
- George Alec Effinger Live! From Planet Earth
- A Thousand Deaths (2007)